# Glan (Schiff)
Die Glan war ein schwedisches Dampfschiff.

## Geschichte
Das Schiff bediente einen Teil des Transportweges von den Waffenfabriken (darunter Finspångs styckebruk) in Finspång sowie der Umgebung von Lotorp und Hällesta zum Kanonenplatz im Hafen von Norrköping. Es wurde 1873 für die Fiskeby Jernvägs & Ångbåtsbolag gebaut, die für den Verkehr auf diesen Transportweg verantwortlich war.
Die eiserne Glan befuhr dabei von Finspång die Seen Skutbo und Glan bis Norrköping. Das Schiff wurde mit den Abmessungen 21,53 × 4,25 × 2,34 m gebaut und mit einer Dampfmaschine mit 121 kW geliefert. Die Reederei wurde ungefähr 1888 in Fiskeby Fabriks AB in Fiskeby und weiter 1891 in P. Jansson & Co in Norrköping umgewandelt.
Nach dem Ausbau von Maschine und Kessel wurde das Schiff mit Ochsengespannen nach Norrköping gebracht. Im Winter 1895/96 wurde es zu einem Schleppboot umgebaut und in Betty umbenannt. Die Inhaberreederei wurde 1900 in eine Aktiengesellschaft umgewandelt, bei der das Schiff den inoffiziellen Namen Ran bekam.
1905 wurde das Schiff von Olof Martelleur in Sundsvall erworben, der es zu einem Passagierschiff mit dem Namen Ottilia umbauen ließ. Danach wechselte das Schiff mehrfach den Besitzer:  J. P. Sjögren (1911–1916), Adolf Nordberg (1916–1918) und Fredrik Hägg (1918–1919), allesamt in Sundvall. Letzterer ließ das Schiff wiederum zu einem Schleppboot umbauen.
1919 zum Mälaren umgesetzt, wurde es vom Hafenamt der Stadt Västerås erworben. Damit war wiederum eine Namensänderung in Arosia verbunden. 1927 erfolgte der nächste Verkauf an E. Eriksson in Nockeby und 1932 erwarb es Olof A. Granath in Enköping, der es in Eigenregie zu einem Frachtschiff umbaute und ihm den Namen Hans gab.
Etwa 1948 übernahm Per Frans Sivert Gustafsson in Harö das Boot, Anfang der 1950er-Jahre wurde es Roslagsbro verkauft und etwa 1952 verschrottet.